# Hermann Staudinger
Hermann Staudinger (Worms, 23 maart 1881 – Freiburg im Breisgau, 8 september 1965) was een Duitse scheikundige die de Staudinger-reactie ontdekt heeft. In 1953 ontving hij de Nobelprijs voor Scheikunde voor zijn onderzoek op het gebied van de macromoleculaire chemie.

## Biografie
Hermann Staudinger was de zoon van Franz Staudinger (1849-1921), hoogleraar filosofie, en diens echtgenote Auguste Wenck Staudinger. Hij had twee broers en een zus. Na het Rudi-Stephan-Gymnasium in Worms bezocht hij achtereenvolgens de universiteiten van Darmstadt, München en Halle-Wittenberg. Bij deze laatste behaalde hij in 1903 zijn doctoraal. Hierna trad Staudinger in dienst van de Universiteit van Straatsburg als docent scheikunde.
Hij is de ontdekker van keteen. Ketenen zouden later een synthetisch belangrijk intermediair blijken te zijn voor de productie van antibiotica zoals penicilline en amoxicilline. In 1907 werd Staudinger assistent-hoogleraar aan de Technische Universiteit van Karlsruhe. In deze tijd isoleerde hij een aantal organische verbindingen waaronder een synthetische koffiesmaak en begon hij zijn onderzoek naar de chemie van rubber. In 1912 trart Staudinger in dienst van de Technische Hochschule van Zürich, Zwitserland. Hier ontdekte hij in 1919 samen met zijn collega Kurt Meyer dat aziden reageren met trifenylfosfine tot fosfazide. Deze reactie staat nu algemeen bekend als de Staudinger-reactie en geeft een hoge fosfazideopbrengst.
In 1920 poneerde hij een ongebruikelijke stelling over rubber, zetmeel, cellulose en andere polymere substanties. Staudingers stelde dat polymeren lange ketens zijn van korte elkaar repeterende moleculaire eenheden die via covalente bindingen aan elkaar vast zitten. Hiermee gaf hij een verklaring voor de enorme molecuulgewichten die bij polymeren gevonden werden.
Deze stelling ging in tegen de toen heersende colloïdetheorie zoals aangehangen door prominente chemici als Emil Fischer en Heinrich Wieland. De meerderheid van Staudingers collega's weigerde deze mogelijkheid te accepteren. Zij geloofden niet dat kleine moleculen aan elkaar konden linken via covalente bindingen en zo moleculen met een hoog moleculair gewicht konden vormen. Pas in de jaren 1930 werd Staudingers hypothese bewezen aan de hand van analytische technieken zoals membraanosmometrie. Zijn theorie legde hiermee de basis voor de polymeerchemie. Staudingers onderzoek was zo belangrijk dat het in 1999 door de American Chemical Society en Gesellschaft Deutscher Chemiker betiteld werd tot een International Historic Chemical Landmark.
1901: Van 't Hoff ·
1902: E. Fischer ·
1903: Arrhenius ·
1904: Ramsay ·
1905: Baeyer ·
1906: Moissan ·
1907: Buchner ·
1908: Rutherford ·
1909: Ostwald ·
1910: Wallach ·
1911: Curie ·
1912: Grignard, Sabatier ·
1913: Werner ·
1914: Richards ·
1915: Willstätter ·
1918: Haber ·
1920: Nernst ·
1921: Soddy ·
1922: Aston ·
1923: Pregl ·
1925: Zsigmondy ·
1926: Svedberg ·
1927: Wieland ·
1928: Windaus ·
1929: Harden, Euler-Chelpin ·
1930: H. Fischer · 
1931: Bosch, Bergius ·
1932: Langmuir ·
1934: Urey ·
1935: F. Joliot-Curie, I. Joliot-Curie ·
1936: Debye ·
1937: Haworth, Karrer ·
1938: Kuhn ·
1939: Butenandt, Ružička ·
1943: Hevesy · 
1944: Hahn ·
1945: Virtanen ·
1946: Sumner, Northrop, Stanley ·
1947: Robinson · 
1948: Tiselius · 
1949: Giauque ·
1950: Diels, Alder ·
1951: McMillan, Seaborg ·
1952: Martin, Synge ·
1953: Staudinger ·
1954: Pauling ·
1955: Vigneaud ·
1956: Hinshelwood, Semjonov ·
1957: Todd ·
1958: Sanger ·
1959: Heyrovský ·
1960: Libby ·
1961: Calvin ·
1962: Perutz, Kendrew ·
1963: Ziegler, Natta ·
1964: Hodgkin ·
1965: Woodward ·
1966: Mulliken ·
1967: Eigen, Norrish, Porter ·
1968: Onsager ·
1969: Barton, Hassel ·
1970: Leloir ·
1971: Herzberg ·
1972: Anfinsen, Moore, Stein · 
1973: E.O. Fischer, Wilkinson · 
1974: Flory ·
1975: Cornforth, Prelog ·
1976: Lipscomb ·
1977: Prigogine · 
1978: Mitchell ·
1979: Brown, Wittig ·
1980: Berg, Gilbert, Sanger ·
1981: Fukui, Hoffmann ·
1982: Klug ·
1983: Taube ·
1984: Merrifield ·
1985: Hauptman, Karle ·
1986: Herschbach, Lee, Polanyi ·
1987: Cram, Lehn, Pedersen ·
1988: Deisenhofer, Huber, Michel ·
1989: Altman, Cech ·
1990: Corey ·
1991: Ernst ·
1992: Marcus ·
1993: Mullis, Smith ·
1994: Olah ·
1995: Crutzen, Molina, Rowland ·
1996: Curl, Kroto, Smalley ·
1997: Boyer, Walker, Skou ·
1998: Kohn, Pople ·
1999: Zewail ·
2000: Heeger, MacDiarmid, Shirakawa ·
2001: Knowles, Noyori, Sharpless ·
2002: Fenn, Tanaka, Wüthrich ·
2003: Agre, MacKinnon ·
2004: Ciechanover, Hershko, Rose ·
2005: Grubbs, Schrock, Chauvin ·
2006: Kornberg ·
2007: Ertl ·
2008: Shimomura, Chalfie, Tsien ·
2009: Steitz, Yonath, Ramakrishnan ·
2010: Heck, Negishi, Suzuki ·
2011: Shechtman ·
2012: Kobilka, Lefkowitz ·
2013: Karplus, Levitt, Warshel ·
2014: Betzig, Hell, Moerner ·
2015: Lindahl, Modrich, Sancar ·
2016: Sauvage, Stoddart, Feringa ·
2017: Dubochet, Frank, Henderson · 
2018: Arnold, Winter, Smith ·   
2019: Goodenough, Whittingham, Yoshino ·
2020: Charpentier, Doudna ·
2021: List, MacMillan ·
2022: Bertozzi, Meldal, Sharpless ·
2023: Bawendi, Brus, Jekimov ·
2024: Baker, Hassabis, Jumper